# Створный маяк Геленджика
Створный маяк Геленджика — маяк, расположенный в Геленджике (Краснодарский край, Россия), на берегу Чёрного моря.

## История
Был заложен 19 августа 1897 года. В 1906 году было закончено возведение белой каменной четырехгранной башни высотой 13 метров, которая примыкает к двухэтажному жилому дому. В настоящее время на маяке установлен светооптический аппарат, светящий постоянным красным огнем. Он обеспечивает безопасность при входе кораблей в Геленджикскую бухту. Его свет виден за 9 миль от берега.
В 1927 году маяк был капитально отремонтирован, керосиновую лампу заменили на электрическую. В годы Великой Отечественной войны, при отступлении советских войск в 1942 году, маяк должен был быть взорван, но начальник маяка Соколов П. Т. производить взрыв маяка не стал, сохранив его для дальнейшей работы. 
Сегодня обеспечивает безопасность плавания в Геленджикской бухте, являясь архитектурной достопримечательностью города. 
Также в Геленджике находится Геленджикский маяк.